# HIPAA
HIPAA или Health Insurance Portability and Accountability Act — Акт (закон) о мобильности и подотчётности медицинского страхования, который был принят 21 августа 1996. Был одобрен Конгрессом США и подписан президентом Биллом Клинтоном прежде всего, чтобы модернизировать поток медицинской информации, предсказать, как личная информация, хранящаяся в медицинских учреждениях и медицинских страховых отраслях, должна быть защищена от мошенничества и краж, а также обращаться к ограничениям на медицинское страхование. Был известен как Акт Кеннеди — Кассебаум или Акт Кассебаум — Кеннеди, относительно фамилий двух его ведущих лоббистов.
Акт состоит из пяти разделов. Раздел I HIPAA защищает медицинское страхование для работников и их семей, когда они переводятся, освобождаются или теряют работу. Раздел II HIPAA, известный как положение об административном упрощения, требует создания национальных стандартов для электронных транзакций здравоохранения и национальных идентификаторов для поставщиков, планов медицинского страхования и работодателей. Раздел III HIPAA устанавливает руководящие принципы для учета расходов на медицинские расходы до налогообложения, раздел IV HIPAA устанавливает руководящие принципы для планов медицинского страхования группы, а раздел V HIPAA регулирует страховые полисы, принадлежащих компании.